# St. Michael (Heßlar)
Die römisch-katholische Pfarrkirche St. Michael steht in Heßlar, einem Gemeindeteil von Karlstadt, der Kreisstadt des Landkreises Main-Spessart (Unterfranken, Bayern). Die Pfarrei gehört zur Pfarreiengemeinschaft St. Bonifatius – Werntal (Müdesheim) im Dekanat Karlstadt des Bistums Würzburg.
Das Bauwerk ist als Baudenkmal in der Bayerischen Denkmalliste eingetragen (siehe Liste der Baudenkmäler in Karlstadt).

## Beschreibung

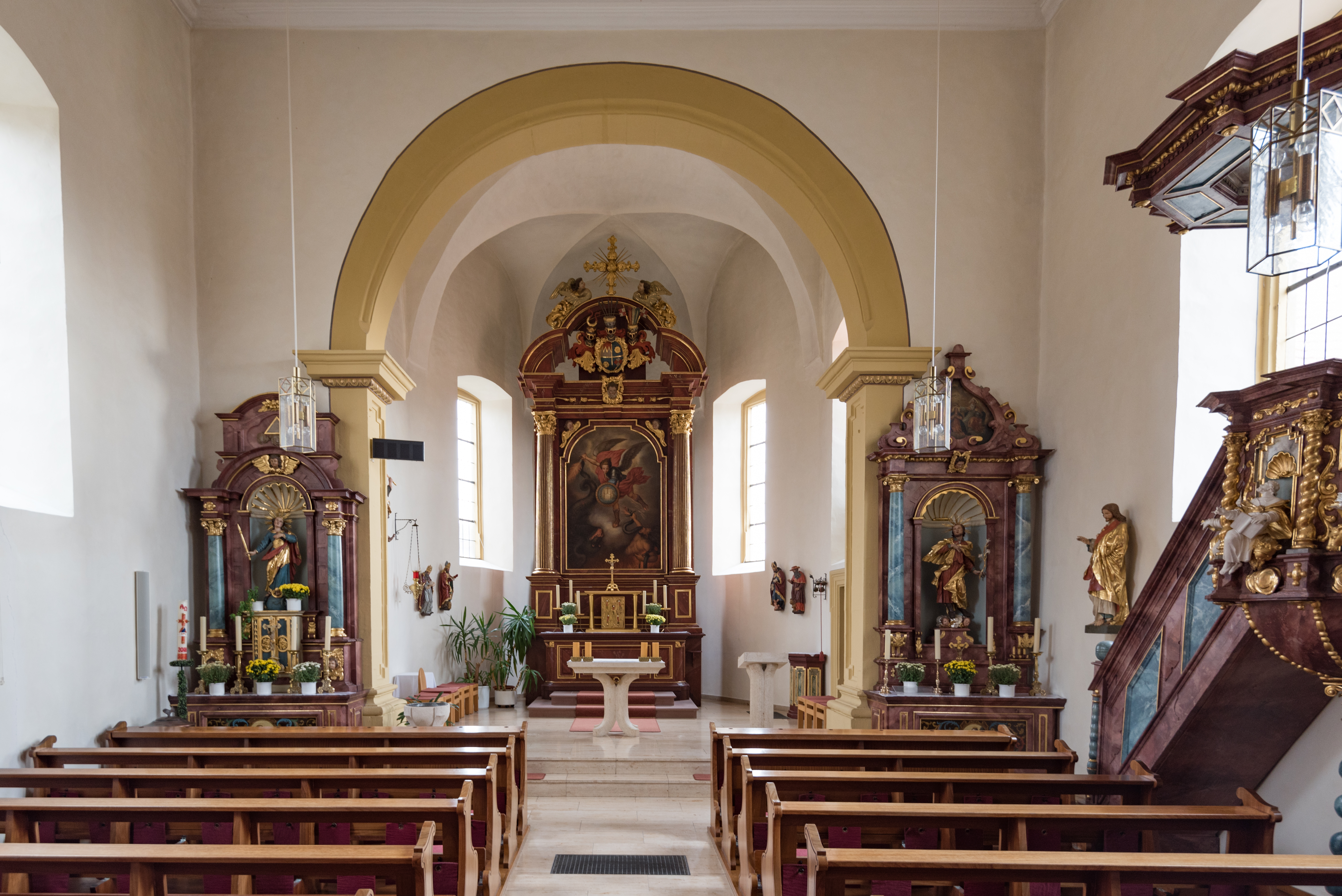
Langhaus mit Blick auf den Altar

Die barocke Saalkirche wurde von 1693 bis 1698 erbaut. Sie besteht aus einem mit einem Satteldach bedeckten Langhaus aus drei Jochen und einem eingezogenen, dreiseitig geschlossenen Chor im Osten, aus dessen Satteldach sich ein achteckiger, schiefergedeckter, mit einer Zwiebelhaube bedeckter Dachreiter erhebt, der die Turmuhr und den Glockenstuhl beherbergt. Das Portal befindet sich in der Fassade im Westen. Die Kirchenausstattung stammt aus der Bauzeit. Im Zuge einer Innenrenovierung wurden ein Volksaltar, ein neuer Ambo und ein neues Taufbecken angeschafft.

## Geschichte
Nachdem das Juliusspital 1630 Hauptortsherr in Heßlar wurde, entschied das Spital in Absprache mit dem zuständigen Pfarrer in Stetten über den Neubau von St. Michael. Über den Vorgängerbau ist leider nichts bekannt. An gleicher Stelle stand vermutlich ein kleineres Gotteshaus. Am 20. April 1693 legte Baumeister Hans Schmitt aus Binsfeld den Grundstein zum Neubau der Kirche. Der Neubau war 1696 bereits abgeschlossen. Das belegt die Baurechnung in der viele örtliche Handwerker namentlich genannt werden. Die Kosten beliefen sich auf insgesamt 2619 Gulden. Doch das Gotteshaus wurde erst zwei Jahre später durch den Würzburger Weihbischof Stephan Weinberger am Fest Mariä Geburt am 8. September 1698 geweiht.
Der zuständige Stettener Pfarrer verzichtete 1803 auf seine Einkünfte aus Heßlar und mit Genehmigung der kurpfalz-bayerischen Landesdirektion und des Generalvikars wurde am 6. September 1803 die Filialkirche Heßlar zur selbstständigen Pfarrei. Vorher war die Kirche in Heßlar über Jahrhunderte eine Filiale von St. Albanus Stetten.

## Ausstattung

### Hochaltar
Der Hochaltar stammt aus der Erbauzeit von Bildhauer Johann Michael Machauer. Die Spitze des prunkvollen Hochaltars bildet ein barockes Kreuz, umgeben von zwei Engeln. Unter dem Kreuz befindet sich das prachtvolle Wappen des Bauherrn Fürstbischof Johann Gottfried von Guttenberg. Das erste Feld im Wappen zeigt den Fränkischen Rechen. Die nächsten beiden Felder zeigen eine goldene Rose auf blauem Grund, das Zeichen derer von Guttenberg. Im vierten Feld ist das Rennfähnlein in Rot und Silber für das Bistum Würzburg zu erkennen. Gekrönt ist das Wappen mit drei unterschiedlich bedeckten Helmen.
Darunter das Altarbild von J. Tannenberg von 1890. Es zeigt das Bild des siegenden Erzengel Michael mit Flammenschwert und Schild wie er Satan in die Hölle stürzt. Dieses Gemälde wurde dem berühmten Engelsturz Bild von Guido Reni aus dem Jahr 1636 nachempfunden. Das Bild wird eingerahmt von zwei korinthischen Säulen.

### Orgel
Die erste Orgel der Pfarrkirche St. Michael in Heßlar stammte vermutlich aus der Bauzeit der Kirche. Die Bemalung der Prospektpfeifen deuteten auf das 17. Jahrhundert hin. In der Pfarrkirche in St. Andreas findet sich eine ähnliche Orgel aus gleicher Bauzeit. Die Orgel in Karlstadt wurde vom wohl bedeutendsten unterfränkischen Orgelbauer Johann Jost Schleich gebaut. Die gleiche Bauart lässt vermuten, dass die Orgel in Heßlar ebenfalls von ihm errichtet wurde. 1975 ließ der Pfarrgemeinderat St. Michael die alte barocke Orgel aufgrund von Holzwurmbefall ausbauen und gab das Instrument an den Retzbacher Orgelbauer Norbert Krieger in Zahlung. Krieger bekam den Auftrag eine neue Orgel einzubauen.
im September 1975 wurde die neue Orgel mit einem Manual, acht Register und 531 Pfeifen von Dekan Hart aus Himmelstadt eingeweiht. Norbert Krieger restaurierte die ausgebaute alte Pfeifenorgel und verkaufte diese anschließend nach Regensburg. Dort stand die ehemalige Orgel aus Heßlar von 1986 bis zum Februar 2021 im Diözesanmuseum St. Ulrich. Das Museum plante 2019 eine Nutzungsänderung in seinen Räumlichkeiten. Die Orgel sollte modernen Kunstwerken weichen. So suchte das Referat Kirchenmusik im Bistum Regensburg einen neuen Aufstellungsort für die gut erhaltene mechanische Orgel mit einem Manual und zehn Registern. Die Pfarrei Bruck in der Oberpfalz prüfte den Ankauf und meldete Interesse an. Schließlich fand man mit der Friedhofskirche St. Sebastian in Bruck einen idealen neuen Standort. Die Orgelweihe fand 2021 statt.